# Charles Russell (baron Russell de Killowen)
Pour les articles homonymes, voir Charles Russell et Russell.
Charles Russell (10 novembre 1832 – 10 août 1900), baron Russell de Killowen, est lord juridique et politique britannique du XIXe siècle.

## Biographie
Fils aîné d'Arthur Russell de Killowen et sa femme Margaret née Mullin de Belfast, il nait à Newry dans le comté de Down, issu d'une famille modeste dont les ancêtres ont longuement souffert d'être catholiques durant les XVIIe et XVIIIe siècles. D'ascendance éloignée aux ducs de Bedford, sa famille est aussi apparentée au comte Russell-Killough.
Arthur Russell meurt en 1845, la charge de sa nombreuse famille revient à sa femme et à son frère, le prestigieux docteur Russell, de Maynooth. Après ses études au séminaire diocésain St.-Malachy's College de Belfast, dans une école privée de Newry, puis au Castleknock College près de Dublin, Charles Russell entre au cabinet de Mr Denvir à Newry en 1849, puis à celui de Mr O'Rourke, Mr McDonald et Mr Tweed à Belfast, en 1852. En 1854, devenu solicitor (sorte d'avocat conseiller qui ne plaide pas face aux tribunaux mais représente et conseille son client, faisant lui-même appel à un véritable avocat, le barrister), il exerce dans les cours (county courts) des comtés de Down et Antrim et devient en peu de temps le champion des catholiques qui résistent au prosélytisme des protestants de la région.
Son succès est fulgurant au point que ses collègues le pressent de devenir barrister à Londres et il entre, en 1856, à Lincoln's Inn, une des quatre cours (Inns of Court) de la capitale qui est aussi une école de droit. Il suit de larges études auprès de Maine, Broom et Birkbeck, et est appelé à plaider à la barre dès 1859. Son succès dans la partie nord de la ville (Northern Circuit) l'amène dans le centre de Londres où il devient « Queen's Counsel » (avocat de haut rang reconnu comme tel par la Couronne et les cours) et se partagea le profit à tirer du secteur avec le baron Herschell. On peut constater la sollicitation croissante de Charles Russell à la lumière de ses revenus qui s'élèvent à 15 000 $ par an en moyenne sur la période 1862-1872, puis à 50 000 $ jusqu'en 1882, et à 80 000 $ entre 1883 et 1892, en sachant qu'en 1894, il totalise 150 000 $ par an. Sa connaissance de la loi, des affaires, et du tempérament humain, son éloquence souvent flexible et passionnée qu'il puise, dans une inaltérable constance de caractère plus que dans sa technique oratoire, sa merveilleuse adresse verbale lui permettant de soutirer la vérité à n'importe quel témoin, et son honnêteté manifeste le rendent de loin supérieur aux juges et aux jurys ce qui fait de lui, aux yeux de tous, l'avocat primus inter pares.
Bien qu'il ait été, durant ses premières années à Londres, le correspondant hebdomadaire du journal Nation basé à Dublin, milieu particulièrement nationaliste, il entre au Parlement en 1880, comme libéral, représentant de Dundalk (principale ville du comté de Louth en Irlande du Nord). Il agit généralement en accord avec les nationalistes pour les questions irlandaises et catholiques et lors de sa visite aux États-Unis en 1883, il reçut un accueil chaleureux de la part de Charles Stewart Parnell. Élu Membre du Parlement représentant cette fois de South Hackney, dans la région de Londres (1885-1894), il est fait chevalier et nommé procureur général (Attorney-General) par le Premier ministre William Gladstone en 1886, et redevient procureur général en 1892 avec le retour des libéraux au pouvoir. Il est un vigoureux partisan du Home Rule au Parlement et dans l'opinion publique, et est le chef de file de la défense de Charles Stewart Parnell lors du procès de la Commission Parnell (Parnell Commission) en 1888. Son analyse croisée des témoins du Times et sa démonstration que Richard Piggott est l'auteur de contrefaçon rendent inévitable un verdict en faveur de Parnell. Son célèbre discours de huit jours est sa plus grande performance dans son métier. En 1893, il représente la Grande-Bretagne lors de l'arbitrage de la mer de Béring, son discours contre les prétentions américaines dure onze jours, puis il est nommé chevalier grand-croix de l'ordre de Saint-Michel et Saint-Georges (GCMG) pour ses services. Fait Lord of Appeal in Ordinary (haute fonction judiciaire à la Chambre des lords), il est élevé ex officio en tant que pair à vie, choisissant son titre de baron Russell of Killowen d'après sa région natale Killowen. La même année, il est nommé Lord Chief Justice of England, le premier catholique à atteindre un poste aussi élevé en Angleterre depuis des siècles. Il gagne rapidement la confiance de l'opinion et cité au même titre que les plus illustres de ses prédécesseurs. Il retourne aux États-Unis en 1896 sur l'invitation de la American Bar Association, et y prononce un discours remarqué sur la médiation en justice (arbitration). En 1899, il représente la Grande-Bretagne à la Commission sur les frontières du Venezuela. 
L'année suivante, il subit une attaque et meurt quelques semaines plus tard, à Londres, après avoir reçu les sacrements de l'Église catholique romaine à laquelle il est toujours resté fidèle et dévoué. Sa veuve Ellen (fille du docteur Mulholland) qu'il avait épousée en 1858 lui survit, ainsi que ses cinq fils et quatre filles. Il laisse notamment un fils, Charles Russell de Littleworth Corner, qui embrace à son tour une carrière juridique et fonde le cabinet d'avocats international Charles Russell Speechlys LLP, dont la renommée demeure à ce jour.
L'hommage unanime rendu les barreux britannique et américain, les journaux et l'opinion de tous les bords politiques atteste que, malgré son aspect de maître en tant qu'avocat, juge et parlementaire, et sa loyauté inébranlable à l'égard de sa foi et de son pays, il avait également atteint une rare et large popularité. En lui étaient réunies des qualités que l'on retrouvait rarement en un seul individu. Avec un esprit ordonné, une forte détermination, une grande capacité de travail, et une grande dignité, il combinait un tempérament sensible, altruisme et camaraderie, et une rêveuse dévotion aux idéaux. Il était toujours prêt à écrire et parler en faveur de l'éducation, la religion, ou diverses bonnes actions, bien que cette attitude ne fût pas calculée pour l'aider dans sa carrière politique. Dévoué à sa famille, il avait traversé lors de son premier voyage aux États-Unis l'ensemble du continent américain pour rendre visite à Mère Mary Baptist Russell à San Francisco qui était entrée, avec deux autres de ses sœurs, dans l'Order of Mercy et trouvé le temps d'écrire à ses enfants et de leur envoyer jour après jour le compte rendu de ses expériences. Ce Journal d'une visite aux États-Unis (dans la langue, Diary of a visite to the United States) a été édité par son frère, le révérend Matthew Russell et publié par la U.S. Catholic Historical Society (1910). Ses autres ouvrages comprennent : New views of Ireland (Londres, 1880) ; The Christian Schools of England and Recent Legislation (1883) ; son discours devant la Commission Parnell (1888) ; un essai sur Lord Coleridge dans la North American Review (1894) et dans le Strand Magazine (1896) ; et Arbitration, its Origin, History, and Prospect (Londres, 1896).